# 키어런 하인즈
키어런 하인즈(Ciarán Hinds, 1953년 2월 9일 ~ )는 북아일랜드의 배우이다. 여러 배역을 맡은 바있는 그는 《썸 오브 올 피어스》, 《로드 투 퍼디션》, 《뮌헨》, 《데어 윌 비 블러드》, 《해리 포터와 죽음의 성물 2부》, 《팅커 테일러 솔저 스파이》, 《겨울왕국》, 《사일런스》, 《레드 스패로》, 《저스티스 리그》, 《퍼스트 맨》, 《겨울왕국 2》 등 영화에 출연했다.

## 출연 작품

### 영화
- 툼 레이더 2: 판도라의 상자
- 타이타닉 타운
- 물의 무게
- 오페라의 유령
- 뮌헨 - 칼 역
- 로마 1 - 줄리어스 시저 역
- 마이애미 바이스 - FBI 요원 푸지마 역
- 위대한 탄생 - 해롯 왕 역
- 고스트 라이더: 복수의 화신 - 로아크 역
- 어메이징 그레이스
- 호랑이 꼬리 - 아빠 앤디 역
- 메리 라일리
- 레드 스패로 - 자하로프 역
- 퍼스트 맨 - 진 크란츠 역
- 엘리자베스 하베스트

### 드라마
- 로마
- 왕좌의 게임